# 一劍浣春秋
一劍浣春秋（1975年8月28日—），本名黃正，是台灣專門研究日本成人影片（AV）評論家及專欄作者，同時為AV資訊網站「PLAYNO.1玩樂達人」創始人。
筆名由來在電視節目《大學生了沒》曾表示某天閉上眼睛突然看到這五個字，並表示當中的「浣」字是從當時從古龍的小說《浣花洗劍錄》而來。

## 經歷
延平高中、政大新聞系畢業，台大新聞研究所肄業。除了喜愛觀賞日本AV之外，亦喜愛棒球。
寫作初期是在網誌上評論日本AV，後來在2007年架設日本AV資訊專門網站「AV No.1」（avno1.com；該網站後來更名為「PLAYNO.1玩樂達人」），本身則在一家電視台從事新聞編輯工作至2015年，之後專職於日本AV相關著述及「PLAYNO.1玩樂達人」的經營。
以「AV達人」身分成名後，常獲邀至多個電視節目講解日本色情文化，如《大學生了沒》、《女人好犀利》、《永康頭殼秀》...等。亦曾接受台灣蘋果日報、台灣壹週刊專訪。
其亦透過「PLAYNO.1玩樂達人」網站，自2012年起定期邀請日本AV女優來台舉辦粉絲見面活動，多為攝影會。

## 著作
- 《AV春秋：史無前例！最詳盡的AV研究報告！》 - 2011年7月出版，高寶國際發行，ISBN 9789861855059

## 外部連結
- 黃正的Facebook專頁
- 一劍浣春秋的Facebook專頁
- 一劍浣春秋的X（前Twitter）
- 一劍浣春秋 (avno1)的Plurk專頁
- 一劍浣春秋的17LIVE個人頁
- （页面存档备份，存于） PLAYNO.1玩樂達人（2019年開始封鎖國外IP）
- AV春秋: 史無前例! 最詳盡的AV研究報告!（页面存档备份，存于）